# Tower Bridge
|  | Aquest article tracta sobre el pont a Sacramento. Si cerqueu el pont a Londres, vegeu «Pont de la Torre». |

El Tower Bridge és un pont elevador vertical que creua el riu Sacramento, que uneix West Sacramento al comtat de Yolo a l'oest, amb la capital de Califòrnia, Sacramento, al comtat de Sacramento a l'est. També s'ha conegut com M Street Bridge. Anteriorment formava part de la ruta 40 dels Estats Units fins que aquesta carretera es va truncar a l'est de Salt Lake City, així com la ruta 99W dels EUA, que servia la part occidental de la vall de Sacramento des de Sacramento fins a Red Bluff. El pont és mantingut pel Departament de Transport de Califòrnia com a part de la ruta estatal 275 i connecta West Capitol Avenue i Tower Bridge Gateway a West Sacramento amb el Capitol Mall a Sacramento.
El 1982 el Tower Bridge va ser afegit al Registre Nacional de Llocs Històrics.

## Desenvolupament del pont
El Tower Bridge va substituir el M Street Bridge de 1911 a Sacramento, que originalment era un pont de ferrocarril giratori. Més tard, es van afegir seccions de carretera de 9 peus (2,7 m) com a seccions en voladís a banda i banda del pont ferroviari existent. població de Sacramento es va més que duplicar entre 1910 i 1935, fent que el pont existent fos inadequat. El 1933 la ciutat es va adonar que necessitava una millor travessa pel riu Sacramento en cas de guerra.

## Disseny

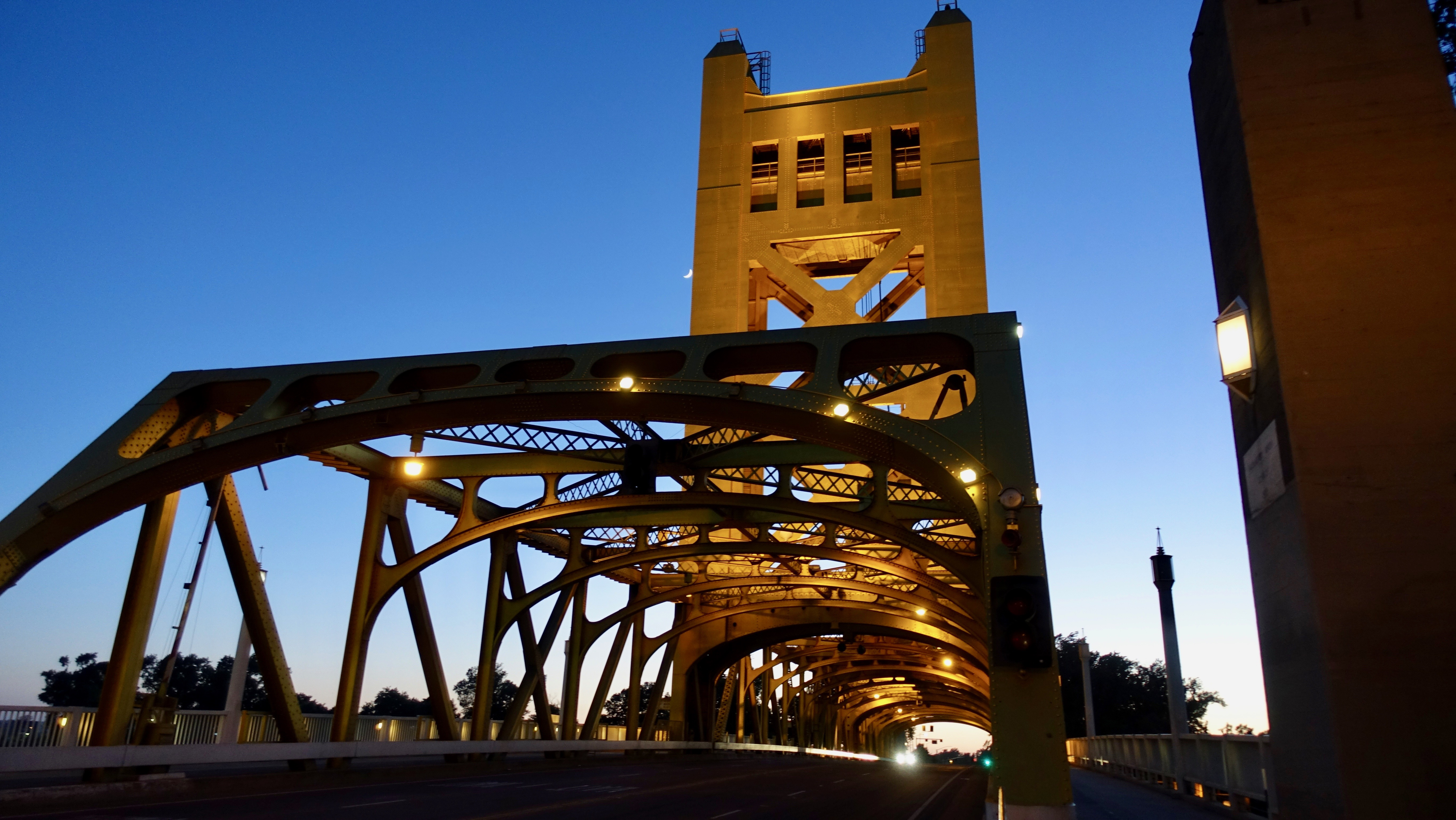
Tower Bridge a l'ocàs

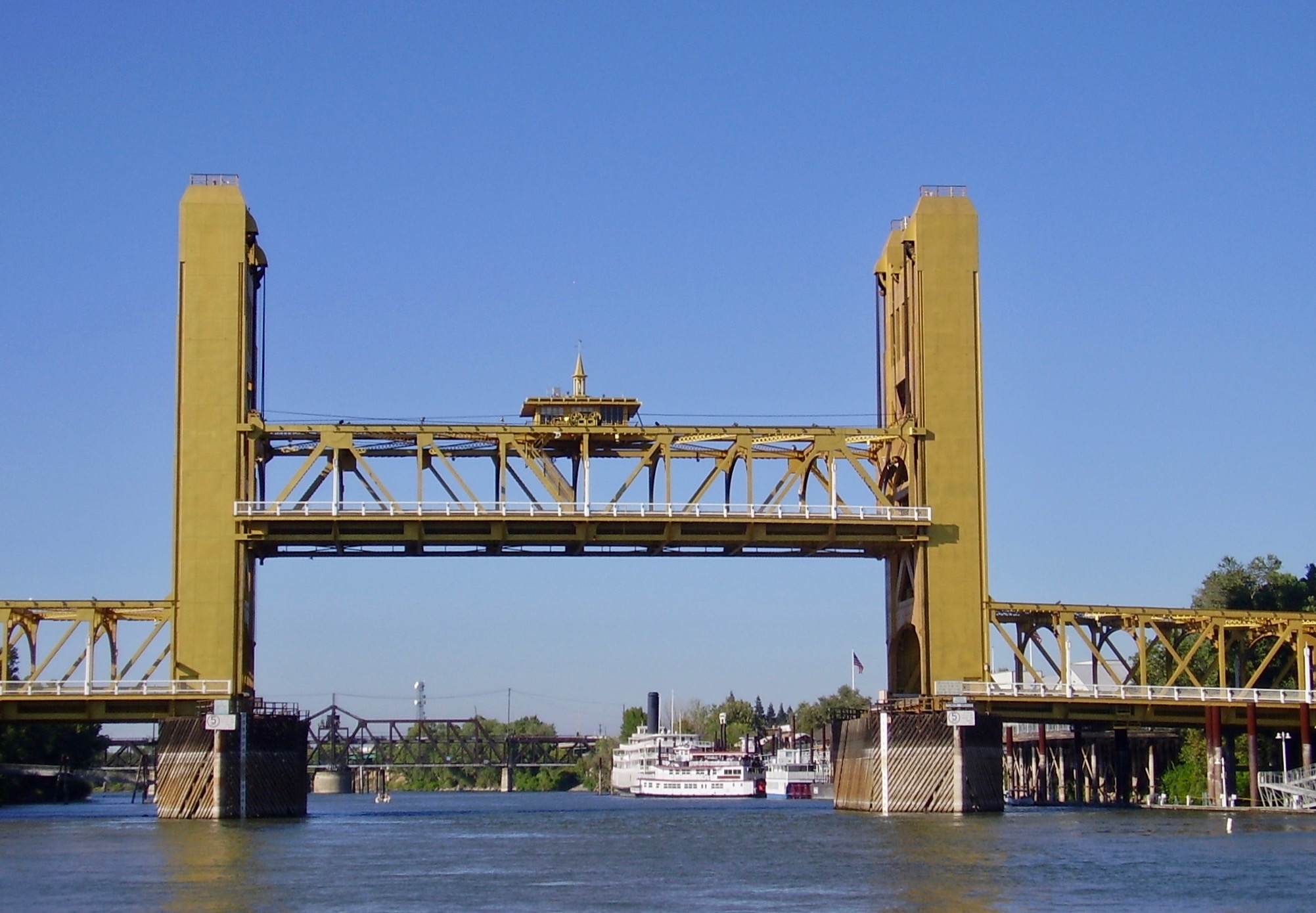
El Tower Bridge a mig elevar

El 22 de desembre de 1933, l'estat de Califòrnia, el comtat de Sacramento i el Sacramento Northern Railway van celebrar una conferència per a planejar el nou pont, assolint un acord el 8 de març de 1934. Segons els termes de l'acord la Sacramento Northern Railway renunciava al seu drets sobre el pont del carrer M de 1911 a canvi dels drets de trànsit ferroviari sobre el nou pont fins al 21 de març de 1960, que era la data de caducitat original de la seva franquícia per operar el trànsit ferroviari sobre el pont de 1911. La construcció va començar el 20 de juliol de 1934. El trànsit rodat es va desviar cap al pont del carrer I i el trànsit ferroviari es va desviar cap a un pont temporal de fusta i acer a uns 23 m (75 peus) de l'actual pont del carrer M.
El Tower Bridge es va dissenyar inicialment amb una calçada de 52 peus (16 m) d'ample amb voreres, amb carrils únics per als cotxes que flanquejaven un gran carril central de 13 peus (4,0 m) per als trens. Les torres amiden 160 peus (49 m). D'est a oest, el pont consta d'un vano de bigues de 30 peus (9,1 m) de llarg, un vano d'aproximació a l'encavalla oriental de 167 peus (51 m) de llarg, el vano d'elevació central de 209 peus (64 m) de llarg, un vano d'elevació central de 193 peus (59 m). llarga llum d'aproximació a l'oest i quatre llums de bigues de 34 peus (10 m) de llarg. Amb el traçat, hi ha 100 peus (30 m) d'espai lliure vertical per sobre de l'aigua alta amb un canal de navegació de 172 peus (52 m) d'ample entre els parabolts del moll de fusta. Tot i que l'envergadura pesa 1.040 tones, l'ús d'una quantitat igual de contrapesos (ubicats a cada torre) significa que l'envergadura funciona amb dos motors elèctrics relativament petits de 100 cavalls de potència (75 kW).
L'estil del pont representa un ús rar de l'estil arquitectònic Streamline Moderne en un pont elevador, el que el converteix en una expressió excepcional del clima social i arquitectònic del període de construcció. Les torres de l'ascensor estaven revestides d'acer per racionalitzar el seu aspecte. L'American Institute of Steel Construction atorgà al Tower Bridge una menció honorífica pel seu premi Classe B el 1935.
El 15 de desembre de 1935, el llavors governador Frank Merriam va dedicar el pont i va dirigir la desfilada inaugural a través d'ell. 1000 coloms missatgers van ser alliberats per portar la notícia a tota Califòrnia. El primer tren havia creuat el pont el 7 de novembre de 1935.El Tower Bridge va ser el primer pont elevador vertical del sistema d'autopistes de Califòrnia després que fos acceptat formalment per l'estat l'11 de gener de 1936.
Les vies del ferrocarril van ser eliminades el 1963. Amb l'eliminació de les vies, la calçada es va limitar a quatre carrils d'automòbil. A causa de les vies del ferrocarril properes, el pas a nivell del costat est està dissenyat per actuar com a barrera secundària per excloure el trànsit de vehicles mentre el pont està aixecat. Quan sona la sirena d'advertència, l'encreuament s'activa per bloquejar el trànsit fins que el pont és segur per utilitzar-lo.

## Pintura
Durant anys el pont es va pintar amb una pintura d'alumini platejat sota una ordre de treball especial. Les pilones de formigó es van pintar inicialment d'un color blau cel. El juny de 1976, com a part dels projectes del Bicentenari, es va pintar d'un color groc-ocre per combinar amb la cúpula daurada del proper Capitoli de Califòrnia.
L'any 2001, com que l'antic treball de pintura difícilment es podia distingir, els residents que vivien a 35 milles (56 km) de la capital van votar un nou esquema de colors. Les seves eleccions eren totalment d'or; verd, or i plata; o Borgonya, plata i or. L'elecció guanyadora va ser tota daurada i es va pintar de nou l'any 2002. No obstant això, això no va reduir la controvèrsia del color del pont. S'espera que la nova capa duri una trentena d'anys.